# クレンシャー
クレンシャー(Krenshar)は、テーブルトークRPG『ダンジョンズ&ドラゴンズ』（D&D）に登場するネコ科の動物に似た魔獣である。頭皮をめくり頭骨を露わにするという奇妙な手段で獲物を威嚇する肉食獣として知られる。

## 掲載の経緯
クレンシャーはD&D第3版の『モンスターマニュアル』(2000)が初登場で、第3.5版の『モンスターマニュアル』(2003)に再掲載された。
D&D第4版では『モンスター・マニュアルⅡ』(2009)に以下の個体が登場している。
- クレンシャー／Krenshar
- クレンシャーの血追いの凶獣／Krenshar Blood Slayer

D&D第5版にはまだ未登場である。

## D&D以外のテーブルトークRPG

### パスファインダーRPG
パスファインダーRPGにてクレンシャーは『Bestiary 2』(2011、未訳)に登場している。

## 肉体的特徴
一般的なクレンシャーの体長は4～5フィート(約120cm～150cm)、体重は175ポンド(約79kg)ほどある。群れのボスになるような個体はさらに一回り大きくなる。
ヒョウに似た四足歩行の動物で、毛並みは斑点模様である。手足は長く、背中には長く逆立ったたてがみがある。尻尾は長く、毛むくじゃらである。

## 生態
クレンシャーは丘陵地、平原、森林地帯に統率された群れを成し、オスとメスが共同で狩りをする。彼らの狩猟はオオカミのように周到で、1～2匹の斥候役が獲物を威嚇し、群れが待ち構える地へと追いやっていく。主な獲物は群れを作る草食獣だが、獲物が少なければ人型生物をも襲う。群れの中でもひときわ大きく、血の色のような赤い斑点をした個体が群れを率いる。
前述の通り、クレンシャーはいかなる原理か頭皮を耳までめくり上げ、その頭骨と筋肉を露わにした姿で威嚇をする。この恐ろしい姿と凍り付くような吠え声で獲物を萎縮させる。このむき出しになった頭部はコンドルのように、仕留めた獲物を食する際に血液や浸出液が毛皮に付着するのを防ぐ役目もある。また、繁殖期にオス同士がメスを奪い合う際の威圧や、メスが望まぬオスとの交尾を拒むサインとしても用いられる。
非常に社会性の強い動物であるクレンシャーは、よく調教すれば飼育し使役することが可能である。ノールやホブゴブリン、そして人間たちには罠をもってクレンシャーを捕らえ飼育する者もいる。もちろん、獰猛な肉食獣であるクレンシャーの調教に失敗して餌食になる者も後を絶たない。調教に成功すれば、クレンシャーは忠実なペットとなる。
クレンシャーの属性は“真なる中立”である。